# Emballage
 (juin 2011).
Un emballage est un objet destiné à contenir et à protéger des marchandises, à permettre leur manutention et leur acheminement du producteur au consommateur ou à l’utilisateur, et à assurer leur présentation,.
En d'autres termes, l'emballage est le contenant du produit qui le sécurise au niveau de la conservation, la manutention, le transport et le stockage. Il y a une différence entre emballage et conditionnement. Le conditionnement est le premier contenant du produit qui sert pour la vente au détail.

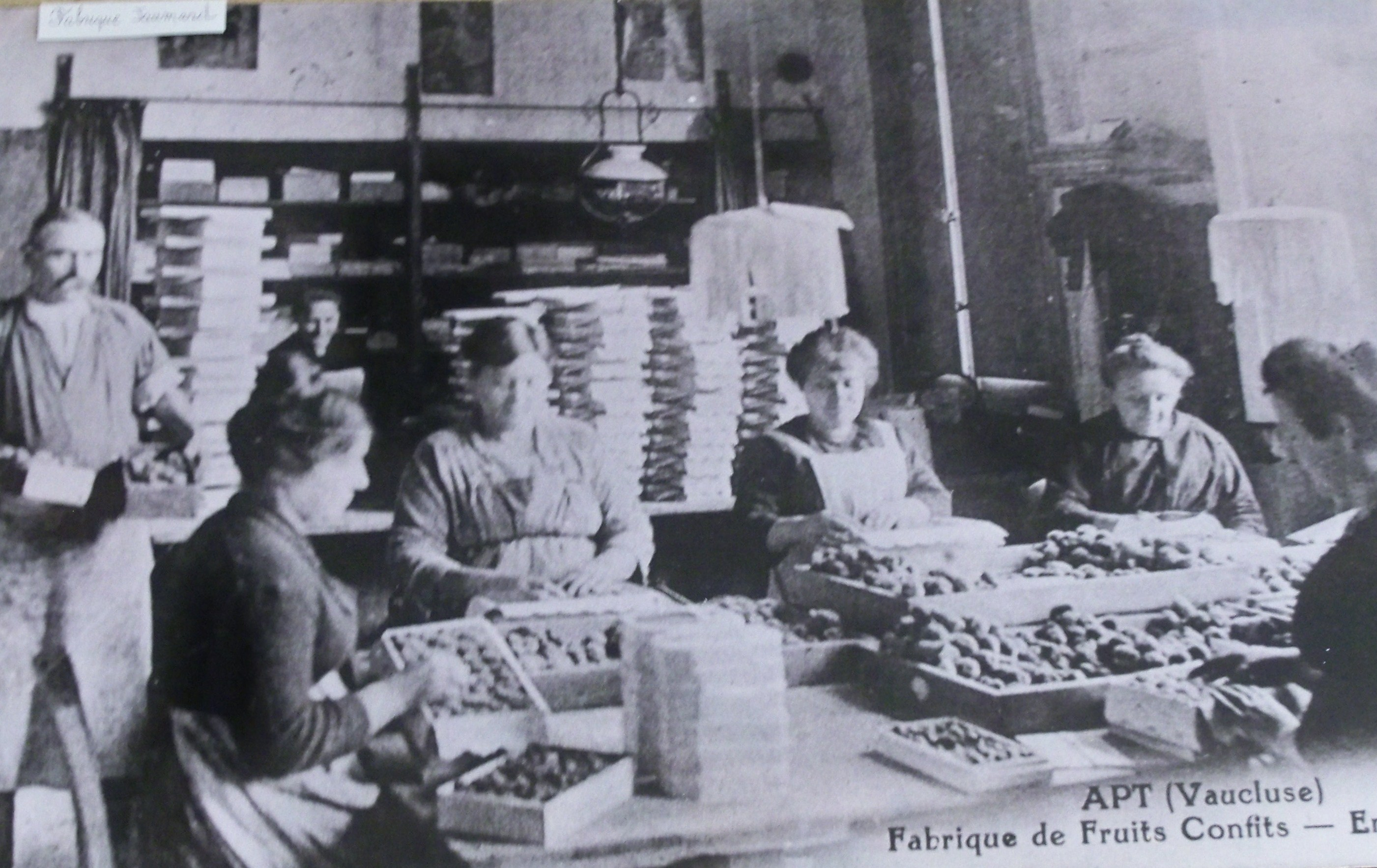
Emballage de fruits confits.

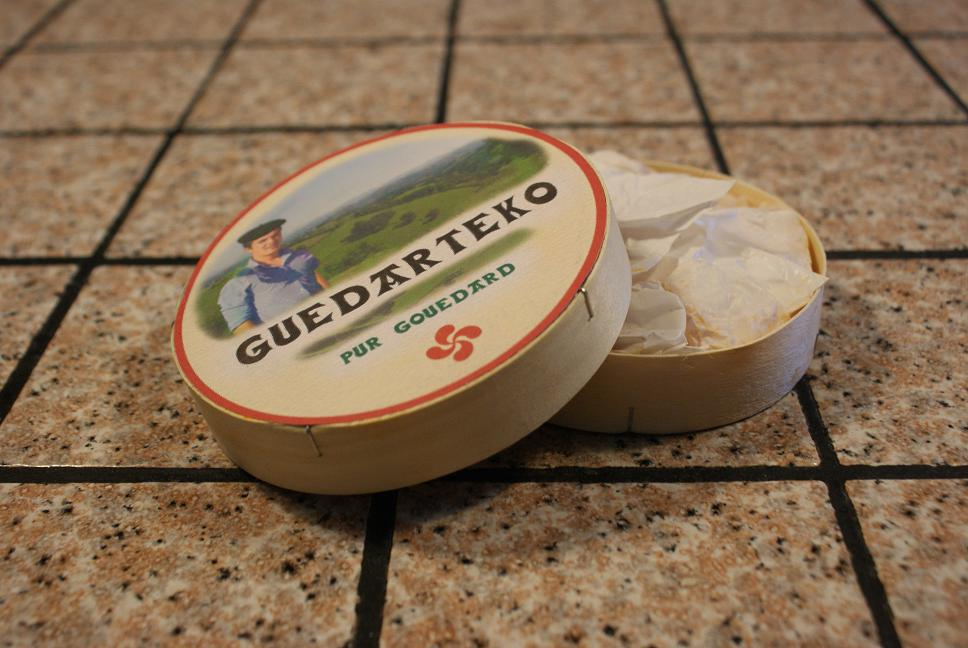
Emballage d'un type de fromage.

## Étymologie
Étymologiquement, le mot emballage vient du verbe emballer, emballer signifie mettre en balle, opération par des emballeurs chargés de grouper les marchandises, les bagages, les biens dans des balles. Aujourd'hui, il n'y a que les fibres qui soient livrées en balles, par exemple la paille du champ à l'étable, le coton déchargé des cargos ou encore les tissus : la soie, le lin, etc.

## Typologie
On distingue souvent 3 types d'emballage/suremballage : 
1. L’emballage de vente ou emballage primaire, c’est-à-dire l’emballage conçu de manière à constituer, au point de vente, un article destiné à l’utilisateur final ou au consommateur ;
2. l’emballage groupé ou emballage secondaire, c’est-à-dire l’emballage conçu de manière à réunir, au point de vente, un groupe d’un certain nombre d’articles, qu’il soit vendu à l’utilisateur final ou au consommateur (par exemple trois sachets de purée dans une boîte), ou qu’il serve seulement à garnir les présentoirs aux points de vente (par exemple, pack de 6 bouteilles d'eau). Il peut être séparé des marchandises qu’il contient ou protège sans en modifier les caractéristiques de conservation ;
3. l’emballage de transport ou emballage tertiaire, c’est-à-dire l’emballage conçu de manière à faciliter la manutention et le transport d’un certain nombre d’articles ou d’emballages secondaires, en vue d’éviter leur manipulation physique et les dommages liés au transport. Le plus souvent, c'est une palette avec une housse plastique qui regroupe plusieurs colis. L’emballage de transport ne comprend pas les conteneurs de transport routier, ferroviaire, fluvial, maritime ou aérien.

L'emballage est aussi dit ménager ou non-ménager, recyclable ou non-recyclable, consigné ou non consigné.

## Histoire
L'histoire de l'emballage est indissociable des échanges et déplacements entre les hommes. Dès qu'il faut s'éloigner de la tribu et emporter des vivres, il faut inventer des emballages, pour regrouper, transporter, protéger et conserver. Les premiers emballages datent de la préhistoire. C'étaient alors des peaux d'animaux (la gibecière du chasseur, la gourde), certains coquillages ou des feuilles, des calebasses (courge séchée, évidée). Sont venus ensuite vers 6000 av. J.-C. les céramiques et les paniers (l'amphore où vieillit le vin, où se conserve l'huile ; les vanneries qui transportent les légumes ou enferment les volailles).
Vers 1500 av. J.-C., les Égyptiens fabriquaient des récipients en verre.
Le tonneau serait une invention gauloise, à l'époque où les romains utilisaient des amphores en argile. Pourtant, si l'on se réfère à un bas relief romain datant de 68 av. J.-C., il y figure une barque naviguant sur un fleuve, chargée de deux énormes futailles cerclées de bois. Jusqu'à la fin du XIXe siècle, cet ancêtre du fût, aux dimensions extrêmement variables, est surtout un instrument de transport des marchandises : vins, alcools et bières, mais aussi du saindoux, des anchois, des olives, de la poudre, etc.
Parmi des vestiges romains, une jarre contenant un onguent avec un couvercle en plomb indiquant le nom du fabricant, a été découverte.
Les plus vieux meubles connus sont des coffres et malles robustes, avec leurs poignées ils étaient prestement chargés pour fuir ou conquérir et leurs solides ferronneries protègent du vol les fourrures, les bijoux et la soie ; à leur façon, ils sont les précurseurs des conteneurs.
En 1746, c'est en Angleterre, qu'est apparu le premier produit emballé sous une marque : une boîte de poudre contre la fièvre. Ce pays se distingua encore avec l'emballage de savons, d'huile et de moutarde de marque.
Jusqu'à la fin du XIXe siècle, les hommes utilisaient au mieux, pour l'emballage, les matériaux que la nature mettait à leur disposition :
- soit directement : le bois, le liège, le cuir, l'argile, les fibres (chanvre, jute, raphia, osier, etc.) ;
- soit après transformation : le verre, les métaux, le papier.

En 1795, pendant la Révolution française, Nicolas Appert invente l'appertisation, procédé de stérilisation à chaud dans des récipients hermétiquement clos, à l'origine dans des bouteilles type champagne : c'est le début des boîtes de conserve.
En 1850, la reprise de l'invention du tube de peinture souple du peintre américain John Goffe Rand (1841) par le français Lefranc, permit aux artistes peintres de parcourir la campagne, de ne plus être obligés de peindre en atelier ou par la fenêtre d'une demeure. On peut dire que cet emballage permit l'avènement de l'impressionnisme.
Après les grandes explorations et les conflits qui ont contribué à d'innombrables découvertes pour protéger les aliments, c'est l'exode rural qui va créer de nouveaux besoins. Les ruraux et leurs familles ne consomment plus les produits de leurs champs ou des marchés voisins, il faut mettre en place une logistique pour les ravitailler. Ainsi Paris dès la fin du XIXe siècle, par exemple, s'entoura d'une ceinture de fermes laitières qui l'approvisionnaient quotidiennement. Plus tard, l'achèvement de la ligne Paris-Lyon-Méditerranée et l'usage du cageot contribuèrent à condamner les vergers des mêmes banlieues.
Le XXe siècle est le siècle des emballages plastiques. Léger, résistant, inerte, multiforme, le plastique s'impose dans tous les domaines : sacs et bouteilles en polyéthylène, barquettes et pots de yaourt en polystyrène, bidons, films plastiques, etc. La consommation globale de plastique est ainsi passée de 5 millions de tonnes dans les années 1950 à presque 100 millions de tonnes aujourd'hui.

## Secteur de l'emballage
La production d'emballage est une activité économique de premier plan : de façon générale, on évalue que rien que dans l'agro-alimentaire, elle constitue 2 % du PNB des pays développés. Elle consomme principalement du plastique, du carton et leurs dérivés.
En France, l'emballage est le 8e secteur industriel (SESSI 2004), autant que l'aéronautique. Chiffre d'affaires : 19 milliards d'euros ; avec 2 000 établissements et 122 000 salariés, la France couvre 30 % du secteur emballage en Europe. La France est aussi le troisième exportateur mondial d'emballages, derrière l'Allemagne et les États-Unis, le plastique représentant à lui seul 40 % des exportations.
Le secteur français des emballages en verre est concentré sur quelques industries lourdes, bien qu'il soit mieux réparti géographiquement ; celui du plastique est atomisé sur tout l'hexagone, celui du bois reste très artisanal et bien sûr proche des grandes forêts.
L'industrie agroalimentaire est la première consommatrice d'emballages, avec 66 % du chiffre d'affaires de l'industrie de l'emballage. Elle est également celle qui est la plus confrontée à des exigences réglementaires et ce à tous les stades de la chaîne de production jusqu'à la consommation des produits.

### Matériaux
La répartition en tonnes diffère évidemment, en raison par exemple de la différence entre verre et plastique, ne serait-ce que le poids d'une bouteille. Pour un gisement annuel d'emballages de 12,3 millions de tonnes (Adème 2002) pour la France :
1. Papier et carton 4,2 millions de tonnes ;
2. Verre 3,4 millions de tonnes ;
3. Bois 2,1 millions de tonnes ;
4. Plastique 1,9 million de tonnes ;
5. Métaux 0,73 million de tonnes.

### Emballagecarton

Usines de cartonnage à Valréas au début du XXe siècle.
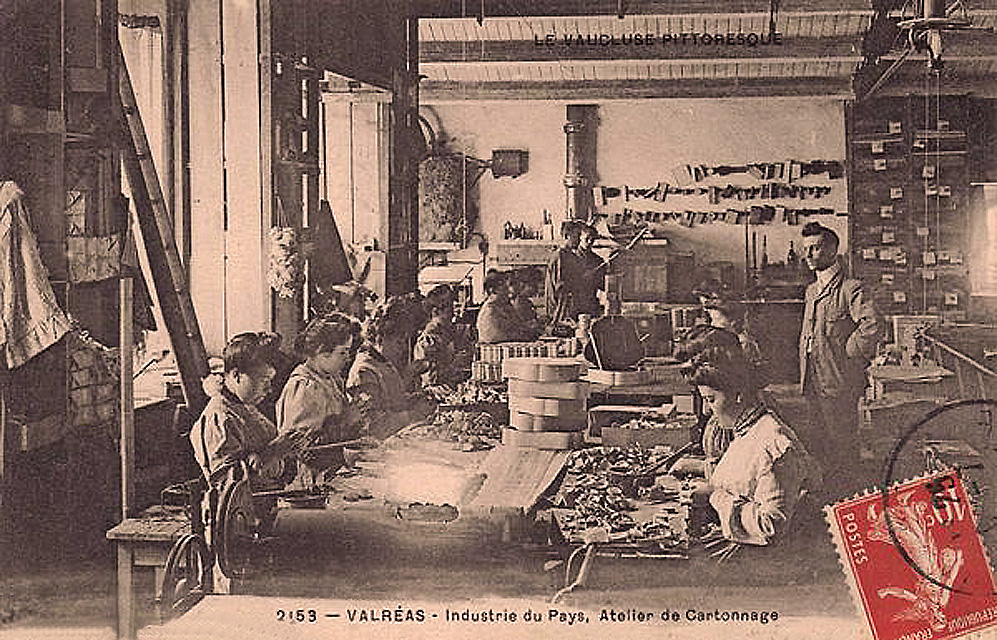
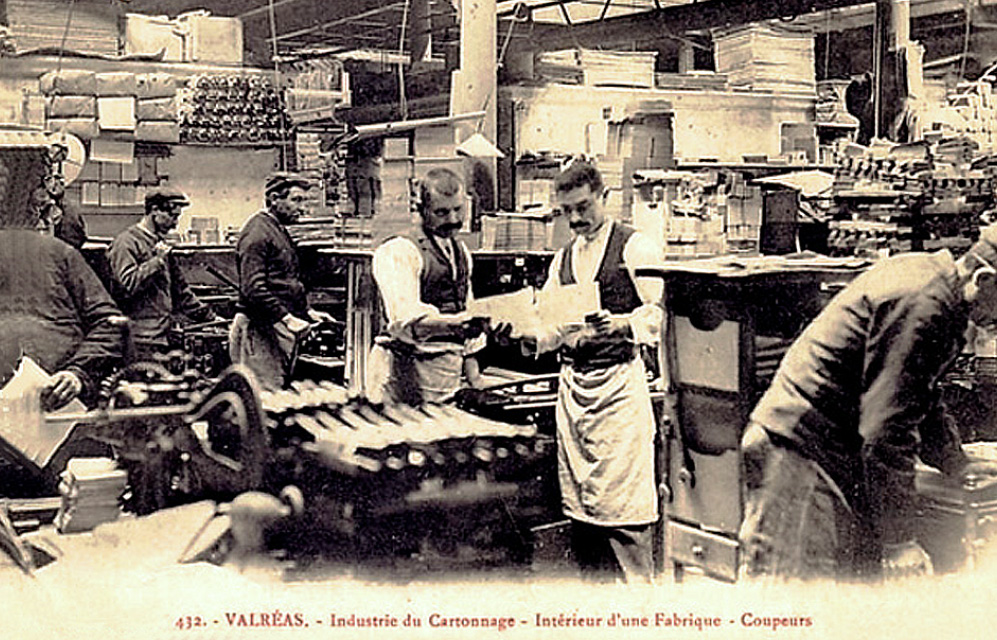
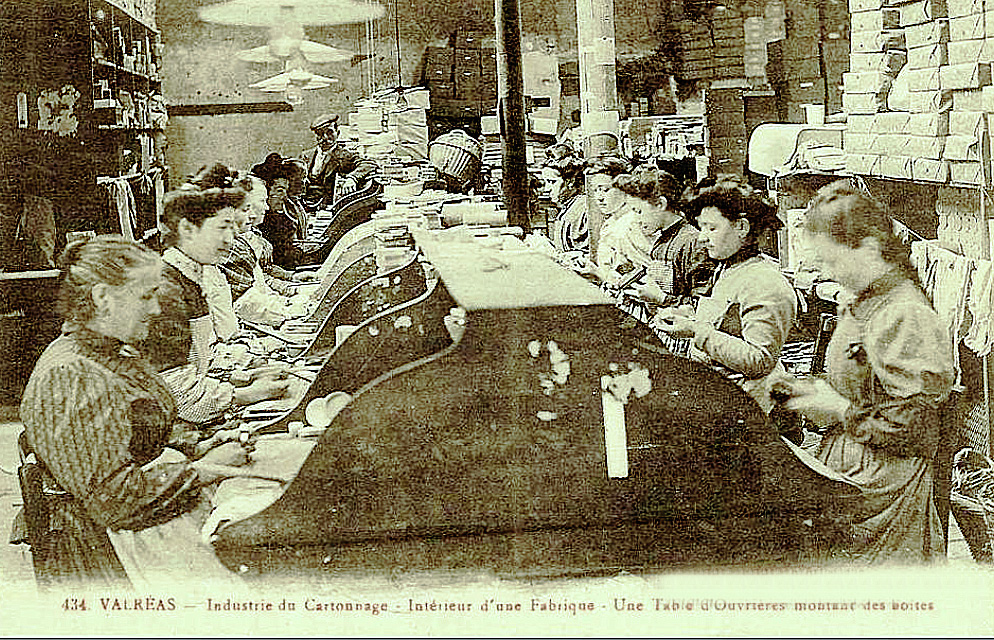
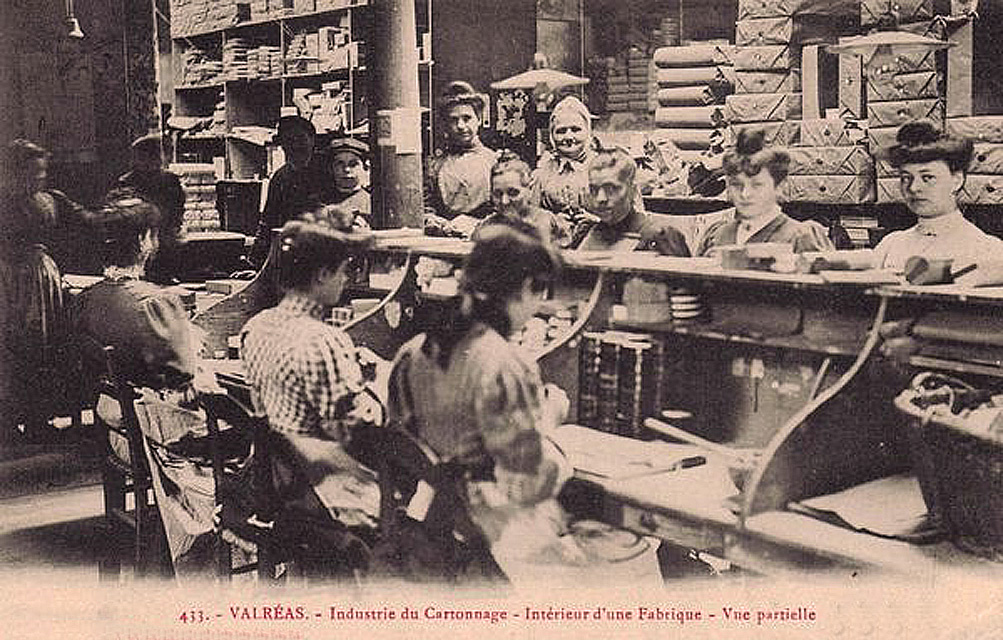

L'emballage est presque systématiquement utilisateur de cartonnage, le plus souvent en groupage d'articles (emballage secondaire). Mais pour le contact direct, des procédés d’imperméabilisation ont été mis au point pour améliorer la protection des produits. La production de cartonnage a doublé au cours de ces dix dernières années. En 2000, la France a produit plus de 3 millions de tonnes de carton ondulé.
En France, le chiffre d'affaires annuel de cette industrie est estimé à 2,8 milliards d'euros répartis en environ 450 entreprises. Ces entreprises dites « cartonnières » sont en majorité des PME, les plus importantes ne dépassant pas 500 salariés.
Les différents types d'emballage carton se répartissent en :
- 41 % pour le carton pliant imprimé (boîtage courant de tout type de produits) ;
- 24 % pour le carton ondulé destiné surtout aux emballages de protection (transport, stockage) ;
- 10 % pour le carton dit recouvert (avec aluminium et/ou plastique pour emballages alimentaires) ;
- 7 % pour les tubes, fûts et barils (en carton dit spiralé) et le reste en produits divers.

### Emballage plastique
Partout dans le monde, l'emballage est le premier débouché des matières plastiques. En France cela représentait, en 2002, 39 % de la consommation de plastique, devant le bâtiment et l'automobile. En Europe, le taux est de 40 %.
Le plastique est au premier rang de l'emballage en France, avec 34 % du marché, devant le papier carton. Il est aussi le premier matériau d'emballage en nombre d'UVC conditionnées.
- L'agroalimentaire absorbe 65 % des emballages plastiques (réciproquement, 50 % des aliments sont emballés dans du plastique).

Viennent ensuite :
- les produits d'entretien 13 % ;
- hygiène, santé, beauté 12 % ;
- l'industrie et le transport 10 %.

Exemple du polytéréphtalate d'éthylène (PET ou PETE)

Les matières plastiques employées sont indiquées à l'aide de codes visuels (un chiffre entouré d'un triangle fléché).
Selon ce chiffre, on peut savoir de quel plastique est fait l'emballage :
- 1 : polytéréphtalate d'éthylène (PET ou PETE) ;
- 2 : polyéthylène haute densité (HDPE) ;
- 3 : polychlorure de vinyle (PVC) ;
- 4 : polyéthylène basse densité (LDPE) ;
- 5 : polypropylène (PP) ;
- 6 : polystyrène (PS) ;
- 7 : tout plastique autre que ceux nommés de 1 à 6.

### Impact environnemental des emballages en plastique
Les emballages en plastique ont un impact significatif sur l'environnement. En raison de leur durée de décomposition très longue, ils contribuent à la pollution des océans, des rivières et des sols. De plus, leur production nécessite des ressources fossiles non renouvelables, ce qui aggrave encore leur empreinte carbone.
Les emballages en plastique peuvent être ingérés par la faune marine et terrestre, causant des problèmes de santé graves, voire la mort. Les animaux peuvent également s'emmêler dans les débris plastiques, entraînant des blessures et une altération de leur habitat naturel. De plus, la présence d'emballages en plastique dans les écosystèmes peut perturber les cycles naturels de reproduction et d'alimentation des espèces.
Pour réduire l'impact environnemental des emballages en plastique, plusieurs solutions et alternatives ont été développées. Parmi celles-ci, on peut citer l'utilisation de matériaux d'emballage biodégradables, tels que les bioplastiques, ou la promotion du recyclage et du réutilisable. De plus, des initiatives visant à sensibiliser les consommateurs à l'importance de réduire leur consommation de plastique et à favoriser les comportements écoresponsables sont également mises en place.

## Catégories
La directive européenne précitée établit une distinction très précise de l'emballage. Par exemple, le boîtier pour CD, réutilisable et indispensable à la bonne préservation du disque, n'est pas un emballage. Par contre, le film qui l'entoure pour la vente est un emballage. Le film étirable vendu en rouleau pour usage domestique n'est pas un emballage mais celui qui emballe la viande choisie au rayon boucherie est un emballage. Le boyau synthétique des saucisses, les cartouches d'encre, les bâtonnets pour brasser le café, les sachets de thé ne sont pas des emballages. Il est vrai que ce texte détermine le cadre pour le paiement de la contribution au recyclage, il importe qu'il soit précis.
Les statisticiens ont pour habitude de fractionner chaque branche d'activité en secteurs. Pour l'emballage plastique, voici les catégories retenues par le Sessi (chiffre d'affaires 2007) :
1. sacs et sachets (24 %) ;
2. bouchage et surbouchage (23 %) ;
3. bouteilles, flacons et fûts (23 %) ;
4. divers : étiquettes, opercules, films et flocons de calage, etc. (17 %) ;
5. boîtes, pots, gobelets et caisses (13 %).

## Fonctions
L'emballage est connu pour assurer trois fonctions traditionnelles : protéger, transporter et informer. Il est aujourd'hui conçu pour en remplir d'autres :
- protéger le produit contre les agressions externes auxquelles il sera sensible selon sa nature, afin d'assurer la conservation de ce produit en parfait état,
  - dangers physiques : les chocs, la chaleur, le froid, les rayons solaires, les poussières, etc.,
  - dangers chimiques : l'humidité, la corrosion, les projections de détergent, de carburant ou de tout polluant,
  - dangers microbiologiques : levures, moisissures, germes pathogènes pour des aliments, etc. ;
- transporter et permettre :
  - des stockages simplifiés pour le grossiste. L'emballage, souvent conçu comme un élément du circuit de distribution, s'adapte par une forme appropriée à l'espace disponible sur une palette ou dans un conteneur,
  - une mise en rayon rapide pour le détaillant ; par exemple des chaussettes auront un support muni d'un crochet pour permettre immédiatement leur suspente, parfois elles seront livrées dans un support carton, à ouverture rapide, de 20 paires assorties, faciles à suspendre ou à glisser en rayon pour le manutentionnaire,
  - une manipulation facile pour le client. Les petits objets seront groupés : par exemple, une boîte de 100 vis est plus facile à emporter que 100 vis en vrac. À l'inverse, les produits qu'utilisent les professionnels en vrac (farine, sel, etc.) seront avantageusement vendus en petits paquets pour un usage domestique ;
- informer le client est devenu très important. L'emballage véhicule des éléments réglementaires et d'information sur son emploi. Comment transporter, utiliser ou jeter le produit peut être détaillé sur l'emballage, sur une notice qu'il contient ou sur l'étiquette. L'emballage supporte la traçabilité qui permet de vérifier la fraîcheur d'une denrée (date limite de consommation (DLC), date limite d'utilisation optimale (DLUO)). Les informations légales sont nombreuses et parfois illustrées par des pictogrammes. Certaines informations sont obligatoires en braille pour les malvoyants (médicaments pour la santé humaine) ;
- promouvoir le produit par son emballage pour inciter les clients à acheter. Le design doit servir à définir l'univers du produit pour qu'il n'y ait pas de confusion possible sur la nature du contenu ; impossible par exemple de confondre une bouteille de vin de Bordeaux avec celle de Bourgogne ;
- faciliter l'usage du produit, car l'emballage doit rendre service. La boîte a un bec verseur, le bouchon devient doseur, le bidon offre une poignée, la barquette passe au four à micro-ondes et devient une assiette… C'est l'emballage évolutif :
- défendre d'une part le consommateur : l'emballage doit garantir l'inviolabilité avant achat (tamper evidence en anglais), pour éviter les fraudes, afin d'interdire à quiconque d'introduire une substance étrangère dans le produit, ou pour empêcher le consommateur de le goûter ou de le sentir. Les moyens de déceler une altération quelconque sont les pattes de fermeture, les scellés des conteneurs, le « plop » à l'ouverture des bocaux qui signale la rupture de vide ou la bague qui se brise en dévissant le bouchon des bouteilles d'eau. L'emballage permet d'éviter que les enfants accèdent aux produits dangereux, chimiques ou pharmaceutiques, tout en restant facilement utilisable par les personnes âgées ou handicapées. On parle d'ergo-conception des emballages. D'autre part, il doit protéger le fournisseur : certains emballages sont volontairement agrandis pour ne pas disparaître dans les poches des voleurs. Par exemple, un logiciel qui tient sur un disque est vendu dans une boîte qui pourrait en contenir des dizaines. Enfin, par des astuces de façonnage (marquage invisible, hologramme, puce électronique, etc.), il peut permettre d'éviter la contrefaçon (parfums, médicaments) ;
- préserver l'environnement : le déchet d'emballage, après utilisation, doit être valorisable pour minimiser son impact sur l'environnement. On parle d'écoconception des emballages.

## Marketing et packaging

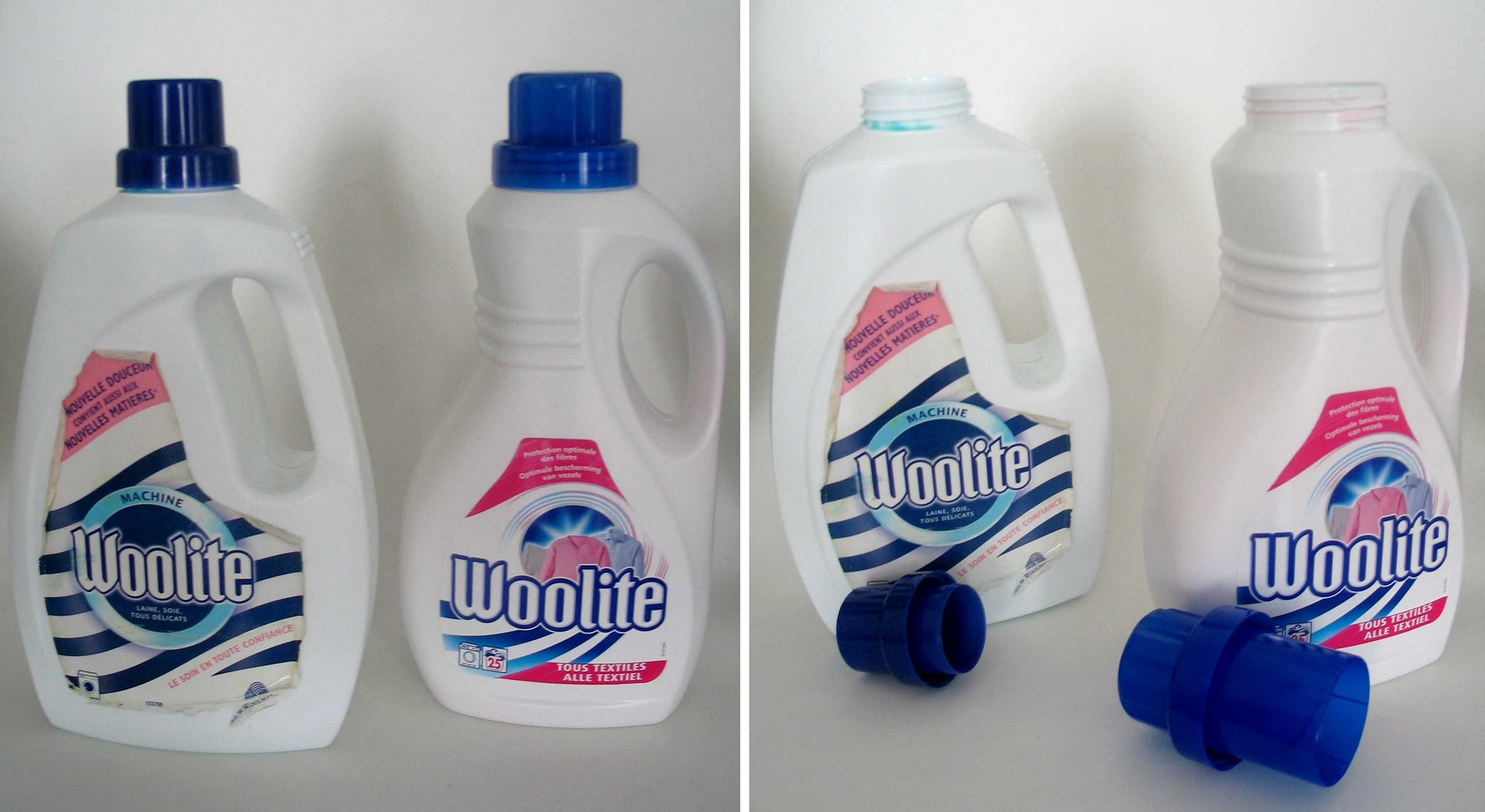
Évolution du packaging d'une lessive liquide. Pour une même contenance, le bouchon doseur passe de 45 ml, augmentant discrètement la consommation du produit.

En marketing, le choix de l'emballage est primordial dans la grande distribution, non seulement pour des raisons logistiques, mais aussi afin de rendre le produit plus attractif. L'emballage fait généralement partie de l'identité d'un produit, si bien que la publicité montre très souvent le produit avec son emballage.
La généralisation de la grande distribution est allée de pair avec celle des emballages spécialisés, aux couleurs et motifs du produit qu'il contient, et de la société qui le produit. Les emballages non spécialisés, récupérés tels que le papier journal sont devenus rares.
L'emballage devient un outil de séduction car quelques efforts de design peuvent dynamiser les ventes. Il est souvent un moyen de différencier plusieurs produits proches, en y ajoutant de la couleur, ou en en changeant la forme (par exemple en ajoutant une poignée sur une bouteille). Un emballage, notamment s'il est opaque, présente le plus souvent une image du produit. Cette image peut être idéalisée, voire se rapprocher de la publicité mensongère, c'est pourquoi nombre d'emballages font figurer la mention « Suggestion de présentation ».
Même dans l'emballage de produits usuels, en particulier alimentaires, on distingue de grandes tendances dans la conception : 
- la tendance cosmétique : le design joue de plus en plus avec les couleurs jusqu'à créer la confusion avec le haut de gamme et le luxe, il s'inspire des idées des parfumeurs. Certains d'entre eux, à l'inverse, s'inspirent parfois de l'emballage usuel (ex : le couturier Jean-Paul Gaultier avec une boîte de conserve) pour leurs parfums ;
- la tendance câline : utilisation de motifs destinés à apaiser le consommateur tels que des cœurs ou des fleurs, qui peuvent le mettre en confiance.
- la tendance autrefois : recherche d'un design ancien évoquant une production artisanale liée à son terroir, présentée comme une alternative à la mondialisation. Cette tendance fait souvent appel à des matériaux "anciens" tels que le bois.
- la tendance pratique : se distinguer en offrant à l'utilisateur le plus qui rend l'emballage pratique, par exemple la boîte à fromage qui fait cloche de présentation, l'assouplissant en flacon avec poignée et bouchon doseur, etc. L'individualisation des conditionnements fait partie de cette adaptation ;
- la tendance événementielle : les encres thermochromiques qui signalent la température du produit, les images (bouteilles de cocktail) qui n'apparaissent que dans la lumière noire des discothèques, l'impression holographique qui changent la vision selon l'angle d'observation, etc.

Parfois les entreprises joignent, avec le produit, des cadeaux ou des bons de réduction pour mieux tenter les clients. Cette pratique s'appelle le co-packing.

## Emballages et innovation
Le secteur de l'emballage est un secteur très réactif, attentif à la diversité de ses utilisateurs : agroalimentaire, parfumerie, droguerie ou pharmacie dont les attentes sont variées et évolutives.
L'intégration de nouvelles techniques lui permet d'accompagner, voire de devancer certaines évolutions de consommation comme de distribution des marchandises. Chaque année, depuis 1955, sont attribués les « Oscars de l'Emballage » qui récompensent les meilleures solutions d'emballage et de conditionnement. On retiendra :
- en 1955, le berlingot Tetra Pak pour du lait pasteurisé ;
- en 1958, la dose d'eau de Javel en PVC souple de Solitaire ;
- en 1960, l'avènement de l'Apéricube des fromageries Bel ;
- en 1962, la première bouteille en plastique pour l'emballage de l'huile par Lesieur ;
- en 1966, Cébal est primé pour sa boîte alu avec un couvercle à languette qui permet de déchirer une languette en spirale ;
- en 1972, les flocons de calage Flo-Pak en forme de 8 ;
- en 1975, les fameux colis en carton de La Poste ;
- en 1982, le conteneur souple en polypropylène tissé de Saint Frères ;
- en 1985, le mini-fût en forme de tonneau Obernai par CarnaudMetalBox ;
- en 1994, la bouteille BSN au relief « 1664 » ;
- en 1996, le roquefort Société voit son « système cave » récompensé ;
- en 1999, le procédé Actis de Sidel reçoit un Oscar. Ce fut une belle introduction dans le troisième millénaire de l'emballage puisqu'il apportait, par une forme de vitrification interne, des caractéristiques étonnantes de conservation à une bouteille en plastique.

Le design est un moyen d'innover dans le secteur de l'emballage. Certains organismes peuvent alors venir en aide aux acteurs de l'emballage pour de la mise en relation, des conseils ou une expertise concernant leur projet. L'Institut national du design packaging (INDP), association loi de 1901, est l'un de ces organismes.
Il existe des emballages comestibles(chitosan), des sacs à linge solubles pour le linge des hôpitaux ou de malades à domicile ;  à ne pas confondre avec les capsules solubles (détergents textiles liquides par exemple) et autres emballages solubles à usage unique (permettant notamment d'éviter le contact direct avec des produits très toxiques ou ne devant pas être exposé à l'air), à conserver à l'abri des enfants et de l'eau.

## Recyclage et déchets d'emballages
Les emballages représentent 50 % en volume et 30 % en poids des déchets ménagers. Même si le poids des déchets d'emballages reste stable, le nombre d'unités d'emballages augmente globalement. Un recyclage important des emballages est possible avec le tri sélectif, surtout si ces emballages ont fait l'objet d'une écoconception.
Plus la taille du produit diminue, plus l'emballage a d'importance par rapport au contenu.

### Recyclage en Europe
Le 16 janvier 2018, la Commission européenne adopte une stratégie sur les plastiques. Il est décidé que d'ici 2030 tous les plastiques utilisés et accessibles sur le marché européen devront être recyclables. Cette décision fait suite pour certains commentateurs de l'interdiction d'importation des déchets plastiques par la Chine décidée durant l'été 2017.

### Recyclage en France
Un sondage publié en mars 2009 montre que 79 % des Français considèrent que la réduction des emballages devrait figurer parmi les actions prioritaires pour développer une consommation durable. Par ailleurs, 47 % des Français pensent que les emballages sont trop envahissants. La collecte d'emballages vides progresse, y compris pour les Emballages Vides de Produits Phytosanitaires agricoles dangereux (EVPP), mais moins vite que dans les autres pays comparables.
Le 26 janvier 2012, la Commission européenne dit avoir envoyé à la France un avis motivé de non-respect de la directive 94/62/CE relative aux emballages et aux déchets d’emballages, pour n’avoir pas correctement transposé en droit interne la législation européenne sur les déchets d’emballage. La France n'a pas, selon la commission, transposé correctement la définition des emballages et des déchets d’emballages et reste mal placée dans les statistiques européennes des taux de recyclage, même comparée à des pays économiquement, socialement et démographiquement comparables comme l'Allemagne, la Belgique, l'Espagne, l'Italie, et les Pays-Bas (par rapport à ces pays, la France qui était en 3e position en 1997 est passée en dernière position (de 2008 à 2010), et elle est restée constamment en dernière position concernant le recyclage des plastiques de 1997 à 2010. Concernant le recyclage des emballages en bois elle a même régressé, tout en restant en dernière position de 1997 à 2012. Faute d'une bonne définition des déchets d'emballage à recycler, trop de déchets (qui pourraient être plus ou moins facilement recyclés, et qui le sont dans les autres pays européens comparables à la France) partent encore en décharge ou sont incinérés, ce qui pollue et encourage le gaspillage de ressources naturelles.
C'est la seconde mise en demeure écrite adressée (la première date de mai 2011), à la suite de laquelle la France s'était engagé à modifier sa législation, ce qui n'était toujours pas fait début 2012. La France doit donner suite dans les deux mois, sous peine de voir l’exécutif européen saisir la Cour de justice de l'Union européenne.
En France, les entreprises conditionnant des emballages remis au consommateur final doivent contribuer au dispositif « point vert » pour chaque emballage commercialisé (ailleurs en Europe, cela peut aussi concerner les utilisateurs professionnels). Le point vert figurant sur un emballage signifie que l'entreprise a payé une contribution à Eco-Emballages (en moyenne 0,7 centime d'euros par emballage, selon le matériau et son poids). Le paiement de la contribution autorise les entreprises à utiliser ce logo représentant deux flèches vertes enroulées. Contrairement à ce que l'on pourrait penser, le point vert ne veut pas dire que l'emballage est recyclable ou recyclé.
Tout emballage n'est pas toujours immédiatement destiné à être jeté. La définition tirée de la directive 2004/12/CE (voir en introduction) n'en tient pas compte mais l'emballage peut être détourné de son usage, distinctement ou non de son contenu. La précision est importante dans la mesure où elle reconnaît à l'emballage une fonction supplémentaire, bien que non généralisable. Ainsi, parmi de nombreux exemples : du blister contenant des vis, dont une partie constitue un tiroir intégrable à un petit meuble fourni à part ; ou du récipient utilisable pour la consommation de son contenu alimentaire et susceptible d'être conservé, éventuellement avec d'autres emballages semblables, en vue d'usages ultérieurs ; du coffret plus ou moins richement décoré contenant un produit destructible, utilisable ensuite pour la décoration ou le rangement, sans compter les innombrables bricolages d'enfant pour transformer une bouteille en mangeoire ou un carton en masque.
Cependant la réglementation exige que, malgré ces utilisations temporaires, chaque emballage soit réutilisable, recyclable ou valorisable en fin de vie.
La France a mis aussi en place de nouvelles dispositions avec notamment la loi Grenelle 2 le 12 juillet 2010. Celle-ci consiste à mettre en place dans les grandes distributions, un point de reprise des déchets d'emballages après être passé à la caisse. Cette loi n'a pas eu d'effet car cette disposition n'a pas été instaurée. Alors, avec les conséquences climatiques qui s'aggravent de jour en jour, en 2017 une alternative à l’Écotaxe a été organisée afin de taxer les fabricants et les distributeurs d'aliments emballés (en plastiques). Ceci a aussi des conséquences sur les consommateurs par la hausse des prix. Ceci est donc néfaste pour ce marché mais bon pour l'environnement car les distributeurs vont moins vendre ces produits et cela va engendrer une baisse de la pollution plastique.

### Recyclage au Canada
L'Ontario et le Québec disposent d'un programme « boîtes bleues » pour le recyclage des emballages ménagers. Les organismes chargés du financement sont respectivement Stewarship Ontario et Éco-Entreprises Québec (EEQ).

## Suremballage et autres définitions

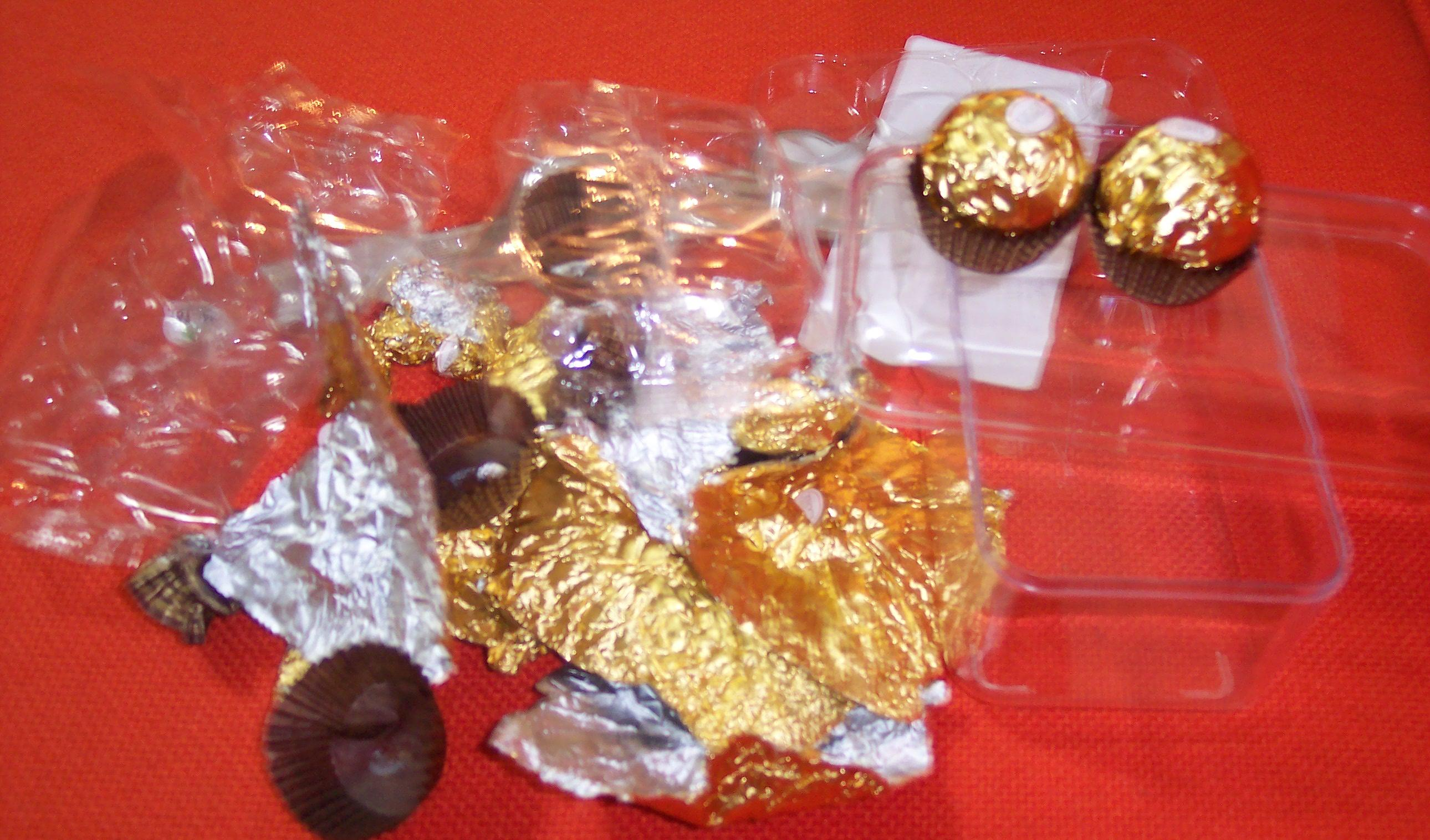
Suremballage de chocolats industriels.

- Le suremballage consiste à ajouter un emballage à un objet qui est déjà emballé. Le but est souvent marketing ; il peut aussi améliorer la protection (calage antichoc) ou apporter des informations : par exemple un sachet de denrées surgelées est difficile à imprimer ; en le glissant dans un étui, on lit facilement la recette et la composition. De plus, le carton joue un rôle d'isolant, le consommateur n'a pas les doigts gelés, le produit est mieux préservé des remontées de température, le carton verni évite aux boîtes de coller entre elles dans les vitrines réfrigérées. Le suremballage peut aussi faciliter la manutention : étui entourant 12 pots de yaourt ou film groupant 6 bouteilles d'eau. Il peut être facilement éliminé sans gêner l'utilisation finale du produit.

Certaines chaines de distribution ont mis à la disposition de leurs clients des conteneurs permettant de laisser les suremballages inutiles dans le magasin. Le volume de déchets engendré a poussé les distributeurs à faire pression sur les industriels pour réduire le suremballage.
Le sac de caisse peut être considéré comme un suremballage. Le réutiliser pour faire d'autres courses, le même jour ou plus tard, l'employer ensuite comme sac poubelle est un geste pour l'environnement.
- Emballage jetable : emballage à usage unique, uniquement destiné à protéger le contenu jusqu'à sa complète utilisation, puis il est éliminé. On privilégiera toujours le tri sélectif des emballages usagés afin de valoriser ces
- Emballage réutilisable : cet emballage peut être utilisé plusieurs fois pour le même usage, après nettoyage éventuel. Le plus souvent, ce type d'emballage est consigné : le consommateur paie une somme d'argent pour l'emporter et récupère cette somme en restituant l'emballage vide. La lourdeur du dispositif, la contrainte écologique du transport d'emballages vides et de leur nettoyage ont considérablement réduit la réutilisation. Désormais, elle se limite essentiellement aux emballages industriels : fûts, caisses spéciales, palettes, etc.
- Emballage souple : par opposition à l'emballage rigide, autrefois le sac de jute et maintenant le sachet plastique.
- L'Unité de Vente Consommateur (UVC) : c'est l'emballage à l'unité du produit, tel que commercialisé. Il s'agit parfois d'un emballage primaire (ex : un bidon d'huile) mais parfois d'un lot d'articles déjà emballés (ex. : un sachet de bonbons en papillote, un lot de 3 balles de tennis).
- L'emballage sous vide : l'oxygène de l'air est un important facteur d'altération des aliments. En faisant le vide, on l'élimine et on favorise la conservation. Pour gagner de la place, des couettes, des parkas peuvent être livrés emballés sous vide. Cette pratique s'est répandue avec le café, les cacahuètes salées, etc. Cependant, la viande a tendance à grisailler en l'absence d'oxygène.
- L'emballage sous atmosphère modifiée ou atmosphère protectrice : on fait le vide dans l'emballage puis on réinjecte un dosage très précis de gaz très purs, le plus souvent oxygène + gaz carbonique + azote. Ainsi l'oxygène entretient la coloration agréable de la viande. Ce mode de conditionnement gagne du terrain et concerne désormais les sandwichs comme les plats cuisinés ou les fruits secs. Des articles industriels peuvent également être protégés de l'humidité ou de l'altération grâce à une atmosphère protectrice (électrodes de soudure, composants électroniques, etc.).
- L'emballage actif modifie l'environnement de l'aliment dans son emballage pour étendre sa durée de vie. Par exemple, les Absorbeurs (d'oxygène, d'humidité, d'éthylène) les Relargueurs d'additifs : anti-microbiens, arôme, etc. les Préparateurs (actions sur l'aliment pour améliorer sa conservation).
- L'emballage intelligent est actif avec la particularité de donner de l'information sur la qualité du contenu. Tout d'abord, les indicateurs chromatiques : leur couleur change irréversiblement si la température d'un surgelé est excessive ou mieux si on atteint le couple « temps/température » (dépassement de la DLUO ou de la température de stockage) ; ou encore si la composition gazeuse est modifiée (introduction d'oxygène dans un emballage étanche). Ensuite, les détecteurs actifs, par exemple des emballages transparents qui vont s'obscurcir si la lumière menace la longévité du contenu, comme certains verres de lunettes. L'électronique miniaturisée est déjà présente avec des étiquettes à identification radio (voir radio-identification) pour la traçabilité ou le passage à la caisse sans vider le chariot. L'avenir nous promet des étuis à médicaments qui parleront « vous avez déjà prélevé un comprimé tel jour à telle heure… ». Vers les années 2020, certains emballages dotés d'une telle puce électronique transmettront des informations sur la quantité, l'urgence à consommer le contenu, etc., directement au micro-ordinateur incorporé dans le réfrigérateur. Grâce à ces dispositifs, le consommateur pourra éditer sur l'écran de sa cuisine une recette qui tiendra compte de ce dont il dispose, tout son stock étant connu sans aucune saisie au clavier ! Les limites actuelles à l'usage des emballages intelligents sont leur coût, les législations en vigueur et les réticences du consommateur (les radio-étiquettes pourraient nuire à sa vie privée).

## Collections d’emballage ou d’étiquettes
La gratuité de l’emballage perdu fait sa valeur, son design crée des passions et son évolution perpétuelle ajoute un goût d’autrefois à la découverte de vieux emballages ou d'étiquettes qui les ont illustrés. Ainsi l’emballage est jugé digne de figurer dans des vitrines, des albums et fait vivre de bons moments à des passionnés. Voir Liste des collections par nom de collection et Liste des collections par thème.
La consécration, pour une collection, est de susciter l'ouverture d'un musée. Il existe un musée de l'emballage dans différents pays :
- en Allemagne à Heidelberg : Deutsches Verpackungsmuseum[15] ;
- en Grande-Bretagne à Londres, un musée des marques, de l'emballage et de la publicité : Museum of Brands, Packaging and Advertising (en) ;
- en France, on trouve de nombreux musées autour du flacon de parfum :
  - à Paris, le musée du Parfum,
  - à La Rochelle (Charente-Maritime), le musée du flacon à parfum,
  - à Coustellet (Vaucluse), le musée de la Lavande,
  - à Graveson (Bouches-du-Rhône), le musée des arômes et du parfum,
  - à Mézin (Lot-et-Garonne), le musée du liège et du bouchon[16].

## Emballages en comptabilité française
Les emballages sont des biens contenant des marchandises (emballages commerciaux) mais aussi des biens utilisés pour le stockage de matières au sein de l'entreprise (matériel d'emballage). Le traitement comptable dépend de leur nature.

### Matériel d'emballage
Ces emballages sont utilisés exclusivement par les entreprises et ne sont ni prêtés ni consignés. Ils constituent des immobilisations amortissables comptabilisées dans les comptes 2151 (installations complexes spécialisées) ou 2154 (matériel industriel) du plan comptable général. On y trouve les silos, les installations de stockage des raffineries de pétrole, et de manière plus générale tout contenant destiné au stockage des matières nécessaires à la production des entreprises

### Emballages commerciaux
Parmi les emballages commerciaux, il est possible de distinguer :
- les emballages perdus : ce sont les contenants des produits livrés à la clientèle sans consignation (tels que les boites de conserve, bouteilles en plastique, pots de yaourt, etc.). Leur valeur est une composante du prix de vente des marchandises concernées. Ils ont la nature d'approvisionnements comptabilisés dans le compte 60261 du PCG (achats stockés - Emballages perdus) et à l'inventaire dans le compte de stock 3261 (Emballages perdus) ;
- les emballages récupérables : ces emballages sont réutilisables et font l'objet de livraisons successives par le biais de consignation. Une écriture spécifique est nécessaire à la facturation chez le vendeur et chez le client qui reçoit les emballages (utilisant les comptes 4196 et 4096). On distingue deux types d'emballages récupérables (à l'achat des emballages chez le vendeur) :
  - les emballages identifiables : ces emballages peuvent être individualisés, soit au moyen d'un numéro de série, soit au moyen de leur date de fabrication. On y regroupe par exemple les citernes, les conteneurs, les fûts ou les caisses numérotées. On les comptabilises dans le compte d'immobilisation 2186 (Emballages récupérables) du PCG à l'achat chez l'entreprise qui vend ses marchandises emballées,
  - les emballages non identifiables : ces emballages ne peuvent être individualisés. On y retrouve les bouteilles en verre, les casiers, les palettes, etc. Selon leur nature, ils peuvent être non récupérables, récupérables ou à usage mixte (c'est-à-dire indifféremment vendus, consignés ou prêtés). Ces emballages récupérables sont comptabilisés à l'achat dans les comptes 60265 (Achats stockés - Emballages récupérables non identifiables) ou 60267 (achats stockés - Emballages à usage mixte) du PCG. À l'inventaire, ils sont comptabilisés dans les comptes de stocks 3265 (emballages récupérables non identifiables) ou 3267 (emballages à usage mixte).

### Consignation
La consignation d'un emballage est un prêt à usage en affectant une somme d'argent en garantie à un créancier. Qu'il s'agisse d'emballages correspondant à des immobilisations ou à des approvisionnements, la comptabilisation des emballages est identique. La facturation de la consignation se fait généralement hors taxes. Lors du retour des emballages, la consignation est annulée par une facture d'avoir ou par une reprise d'emballages dans une facture de livraison ultérieure. Cette reprise peut s'effectuer au prix où l'emballage a été consigné mais aussi à un prix inférieur (moyen pour l'entreprise de répercuter le coût d'usure des emballages consignés).